# 特隆赫姆大桥
特隆赫姆大桥（挪威語：Trondheimsbrua），是挪威一座计划建设的公路跨海大桥，位于南特伦德拉格郡境内，跨越特隆赫姆峡湾，连接特隆赫姆与里萨。该项目由丹麦安博集团负责前期设计，预计总造价约15亿欧元，有望被纳入2017年的挪威国家交通规划。

## 设计
大桥全长6.7（4英里），由南段斜拉桥和北段浮桥两部分组成。其中，双塔斜拉主桥长1.4（0.9英里），主跨700（2,297英尺），南主塔基础可以建在离岸350（1,148英尺）的弗拉克高芬（Flakkgalten）岩礁上，北主塔基础则可以建在海底山脊上，从而使大桥塔基具有良好的地质条件，大桥主跨净空高度90（295英尺），可满足最大型邮轮的通航需要。
目前世界上最长的浮桥是位于美国华盛顿州的新长青点浮桥，全长7,710英尺（2,350），而特隆赫姆大桥的浮桥部分长5.3（3.3英里），一旦建成，长度将是它的两倍以上。

## 意义
大桥将对峡湾两岸的企业及社区产生积极的影响。特隆赫姆将有机会向气候更加有利的峡湾沿岸扩展，同时将促进福森其他地区的经济增长。在大桥北端将规划建设一个拥有1.5~2万人口的可持续性社区，这里距离特隆赫姆市中心仅20分钟的车程，拥有自己的学校、医院、企业和休闲场所。
此外，欧兰附近新的军用机场也将受益于这项新的交通解决方案，缩短欧兰与特隆赫姆之间的旅行时间对于日常通勤显得尤为重要，因此，两地之间的住宅区开发吸引了人们的兴趣，因为居住在这里的人们将会享受到相对折中的旅行时间。两地通勤者目前所面临的旅行时间是：高速渡轮约50分钟，再加上相关的陆上公交及等待时间等。特隆赫姆大桥将成为交通解决方案的一部分，可以大大减少自驾或乘坐公交的时间，从而满足实用和环境效益的需要。